# Festival van San Remo 1962
Het Festival van San Remo 1962 was de twaalfde editie van de liedjeswedstrijd. Claudio Villa werd verkozen om naar het Eurovisiesongfestival 1962 te gaan, waar hij een negende plaats in de wacht sleepte.

## Finale
1. Addio... addio (Franco Migliacci & Domenico Modugno) Domenico Modugno – Claudio Villa
2. Tango italiano (Bruno Pallesi & Walter Malgoni) Sergio Bruni – Milva
3. Gondolì gondolà (Nisa & Renato Carosone) Sergio Bruni – Ernesto Bonino
4. Quando quando quando (Alberto Testa & Tony Renis) Tony Renis – Emilio Pericoli
5. Stanotte al luna park (testo di Vito Pallavicini & Biri; muziek van Carlo Alberto Rossi) Milva – Miriam Del Mare
6. Lui andava a cavallo (Ravasini-Nisa) Gino Bramieri – Aurelio Fierro
7. Un'anima leggera (Bergamini-Testa) Arturo Testa – Jolanda Rossin
8. Cipria di sole (Marotta-Mazzocco) Joe Sentieri – Aurelio Fierro
9. Aspettandoti (Saverio Seracini-Vincenzo D'Acquisto) Tonina Torrielli – Nelly Fioramonti
10. Buongiorno amore (Dorelli-Mario Panzeri) Johnny Dorelli – Betty Curtis
11. Passa il tempo (Taccani-Bertini) Flo Sandon's – Mario D'Alba
12. Inventiamo la vita (Vittorio Mascheroni-Testoni) Nunzio Gallo – Rocco Montana

## Halvefinalisten
- Centomila volte (Censi-De Bernardi) Arturo Testa – Jolanda Rossin
- Conta le stelle (Di Paola-Bertini) Silvia Guidi – Jenny Luna
- Cose inutili (Gianni Meccia-Ugo Tognazzi) Fausto Cigliano – Jenny Luna
- Due cipressi (Pizzigoni-Camis-Testoni) Lucia Altieri – Gian Costello
- Fiori sull'acqua (Fallabrino-D'Acquisto) Wanda Romanelli – Nelly Fioramonti
- I colori della felicità (Eros Sciorilli-Ranzato) Wilma De Angelis – Tanya
- Il cielo cammina (Mario Ruccione-Bertini-Tombolato) Luciano Tajoli – Betty Curtis
- Il nostro amore (Panzuti-Pinchi) Gesy Sebena – Giacomo Rondinella
- Innamorati (Giovanni D'Anzi-Mario Panzeri) Gene Colonnello – Gloria Christian
- L'anellino (Lojacono-Nisa) Corrado Lojacono – Luciano Tajoli
- L'ombrellone (Pino Calvi-Leo Chiosso) Johnny Dorelli – Gloria Christian
- L'ultimo pezzo di terra (Conte-Gallo-Forte-Zanfagna) Nunzio Gallo – Bruna Lelli
- Lumicini rossi (Fabor-Testoni) Wilma De Angelis – Lucia Altieri
- Occhi senza lacrime (Grettici-Macchi) Pierfilippi – Cocky Mazzetti
- Pesca tu che pesco anch'io (Di Lazzaro-Cherubini) Gino Bramieri – Torrebruno
- Prima del paradiso (Vantellini-Pinchi) Flo Sandon's – Edda Montanari
- Quando il vento d'aprile (Palomba-Vian) Aura D'Angelo – Claudio Villa
- Tobia (Carlo Donida-Mogol-Alberto Testa) Cocky Mazzetti – Joe Sentieri
- Vestita di rosso (Cozzili-Testa) Mario Abbate – Fausto Cigliano
- Vita (Concina-Cherubini) Narciso Parigi – Giorgio Consolini

1951 · 1952 · 1953 · 1954 · 1955 · 1956 · 1957 · 1958 · 1959 · 1960 · 1961 · 1962 · 1963 · 1964 · 1965 · 1966 · 1967 · 1968 · 1969 · 1970 · 1971 · 1972 · 1973 · 1974 · 1975 · 1976 · 1977 · 1978 · 1979 · 1980 · 1981 · 1982 · 1983 · 1984 · 1985 · 1986 · 1987 · 1988 · 1989 · 1990 · 1991 · 1992 · 1993 · 1994 · 1995 · 1996 · 1997 · 1998 · 1999 · 2000 · 2001 · 2002 · 2003 · 2004 · 2005 · 2006 · 2007 · 2008 · 2009 · 2010 · 2011 · 2012 · 2013 · 2014 · 2015 · 2016 · 2017 · 2018 · 2019 · 2020 · 2021 · 2022 · 2023 · 2024 · 2025